# 國立故宮博物院海外展覽列表
國立故宮博物院海外展覽基於文物運送至國外展出期間不受司法追訴或扣押，除借展方須取得司法豁免扣押的法律保證，並提出借展申請外，雙方尚須至少2至3年時間磋商規劃。以下列出重要的海外展覽。

## 重要展覽
| 期間                           | 展覽名稱                         | 國家   | 巡迴展覽城市及博物館名稱                                                           | 備註          |
| ------------------------------ | -------------------------------- | ------ | ---------------------------------------------------------------------------------- | ------------- |
| 1935年11月28日－ 1936年3月7日  | 中國藝術國際展覽會               | 英国   | 倫敦皇家藝術研究院                                                                 | [ 2 ]         |
| 1940年1月3日－ 1941年6月       | 中國藝術展覽會                   | 苏联   | 莫斯科國立東方文化博物館、 列寧格勒（今聖彼得堡）埃爾米塔日博物館                  | [ 3 ]         |
| 1961年6月1日－ 1962年年6月15日 | 中國古藝術品展覽                 | 美国   | 華府國家藝廊、紐約大都會博物館、 波士頓美術館、芝加哥現代美術館、 舊金山笛洋美術館 | [ 4 ]         |
| 1964年4月22日－ 1964年10月18日 | 世界博覽會                       | 美国   | 紐約                                                                               | [ 5 ]         |
| 1970年3月15日－ 1970年9月13日  | 萬國博覽會                       | 日本   | 大阪                                                                               | [ 6 ]         |
| 1973年                         | 中國展覽會                       |        | 漢城（今首爾）                                                                     | [ 7 ]         |
| 1991年10月12日－ 1992年1月12日 | 1492年之際：探險時代的藝術       | 美国   | 華府國家藝廊                                                                       | [ 8 ]         |
| 1996年3月12日－ 1997年年4月5日 | 中華瑰寶                         | 美国   | 紐約大都會博物館、芝加哥現代美術館、 舊金山亞洲藝術博物館、華府國家藝廊            | [ 9 ]         |
| 1998年10月20日－ 1999年1月25日 | 帝國的回憶                       | 法國   | 巴黎大皇宮美術館                                                                   | [ 10 ]        |
| 2000年11月4日－ 2001年5月13日  | 道教與中國藝術                   | 法國   | 芝加哥現代美術館、舊金山亞洲藝術博物館                                             | [ 11 ]        |
| 2003年7月18日－ 2004年2月15日  | 天子之寶                         | 德国   | 柏林舊博物館、波昂聯邦藝術展覽館                                                   | [ 12 ]        |
| 2005年6月16日－ 2006年1月29日  | 蒙古帝國－成吉思汗及其世代       | 德国   | 波昂聯邦藝術展覽館、慕尼黑人類學博物館                                             | [ 13 ]        |
| 2006年4月26日－ 2006年9月4日   | 清代宮廷的瑰麗歲月               | 法國   | 巴黎吉美博物館                                                                     | [ 14 ]        |
| 2008年2月26日－ 2008年5月13日  | 物華天寶                         | 奥地利 | 維也納藝術史博物館                                                                 | [ 15 ]        |
| 2014年6月24日－ 2014年10月31日 | 台北國立故宮博物院神品至寶展     | 日本   | 東京國立博物館、九州國立博物館                                                     | [ 16 ] [ 17 ] |
| 2015年10月31日－ 2016年1月31日 | 朗世寧新媒體藝術展               | 義大利 | 佛羅倫斯聖十字聖殿                                                                 | [ 18 ]        |
| 2016年6月17日－ 2016年9月18日  | 帝王品味－國立故宮博物院精品展   | 美国   | 舊金山亞洲藝術博物館、休士頓美術館                                                 | [ 19 ]        |
| 2019年2月2日－ 2019年5月5日    | 天地人：臺北國立故宮博物院珍寶展 |        | 新南威爾斯藝術博物館                                                               | [ 20 ]        |
| 2025年9月－ 2025年12月         | 故宮文物百選及其故事             | 捷克   | 捷克國家博物館                                                                     | [ 21 ]        |
| 2025年11月                     | 龍                               | 法國   | 凱布朗利博物館                                                                     | [ 22 ]        |